# 弗雷德里克·威廉·史坦因
弗雷德里克·威廉·史坦因（英語：Frederick William Styan，1858年—1934年9月15日）是一名英國茶商，曾在中國逗留多年。在中國逗留期間，他獲得了大量動物標本，並捐贈給大英博物館。有幾個物種以他的名字命名，例如烏頭翁（Styan's bulbul）。
史坦因出生於倫敦，父親是托馬斯·史坦因（Thomas Styan），母親是弗朗西絲·莎拉·雷克（Frances Sarah Lake）。1895年至1903年間，他在上海和福州的Robert Anderson and Co.茶商公司擔任文員。他的父親也是一位博物學家和鳥類標本收藏家，這些標本都遺傳給了他的兒子。他們與德拉圖什和查爾斯·布蓋·里克特（Charles Boughey Rickett）一起多次遠征中國，收集自然歷史標本。一些標本被存放在上海博物館，另一些被送往倫敦的自然歷史博物館。史坦因收藏了一批鳥皮，曾在上海漢口道的華北保險公司展出。他也曾擔任上海博物館的榮譽館長。他出版了一些關於中國鳥類的筆記。癱瘓使他離開中國返回英國。他的大部分標本都直接或透過史坦因的朋友約翰·柯蕭的收藏而被自然歷史博物館收藏。
福建頸斑蛇（Plagiopholis styani）以史坦因的名字命名以紀念他。